# Manic Pixie Dream Girl
Manic Pixie Dream Girl (MPDG, direkt översättning: manisk älvdrömflicka) är en filmstereotyp. Filmkritikern Nathan Rabin, som myntade termen efter att ha lagt märke till Kirsten Dunsts biroll i Elizabethtown, definierar den som en karaktär som ”enbart existerar i känslosamma manusförfattares och regissörers överhettade fantasi för att lära unga män med grubblande själar att omfamna livet med sina oändliga mysterier och äventyr”.
Dessa kvinnliga karaktärer ger oftast ett intryck av att vara okonventionella i sitt beteende, ibland barnsliga eller flickaktiga, och har sällan något djupare inre liv. Även om deras huvudsakliga funktion är att förse den manliga huvudpersonen med viktiga lärdomar om livet, speciellt i mörka stunder, fungerar de stundom som dennes kärleksintresse. Ett typiskt exempel är Garden State av och med Zach Braff som blir "återupplivad" av MPDG-karaktären Sam spelad av Natalie Portman .
En annan typisk MPDG-karaktär är Kate Hudson i Almost Famous'. 
Arketypen kan också hittas i tidigare filmer såsom Katharine Hepburn i Ingen fara på taket eller Audrey Hepburn som Holly Golightly i Frukost på Tiffany's. Även ett flertal nya vågen-filmer innehåller en typ av MPDG-karaktär, till exempel Jeanne Moreau i François Truffauts Jules och Jim och Anna Karina i Jean-Luc Godards En rövarhistoria.